# Fosse no 5 - 5 bis - 5 ter des mines de Marles
La fosse no 5 - 5 bis - 5 ter dite Saint-Augustin ou de la Vallée Carreau de la Compagnie des mines de Marles est un ancien charbonnage du Bassin minier du Nord-Pas-de-Calais, situé à Auchel. Deux puits jumeaux nos 5 et 5 bis sont ouverts en juin 1872. La fosse commence à extraire en décembre 1876. Le grisou y fait son apparition pour la première fois dans les travaux de la compagnie en 1878. Des cités sont construites, et un terril conique est édifié à l'est du carreau. Le puits no 5 ter est commencé en mai 1917 mais fonctionnel seulement à partir de janvier 1936.
La Compagnie des mines de Marles est nationalisée en 1946, et intègre le Groupe d'Auchel. La fosse no 5 - 5 bis - 5 ter est concentrée sur la fosse no 2 bis - 2 ter en 1963, elle cesse alors d'extraire. Les puits nos 5 bis et 5 sont respectivement remblayés en 1967 et 1969, le puits no 5 ter, seul conservé en activité depuis la concentration pour le retour d'air et le service cesse de fonctionner en 1971 et est remblayé la même année. Son chevalement est détruit en 1976
Au début du XXIe siècle, Charbonnages de France matérialise les têtes des puits nos 5, 5 bis et 5 ter. Il ne reste rien de la fosse, mais ses cités ont été rénovées, et son terril no 14, 5 d'Auchel, est un des terrils majeurs du bassin minier. La goutte de lait est inscrite aux monuments historiques par le décret du 18 décembre 2009. Le terril no 14 et la goutte de lait ont été classés le 30 juin 2012 au patrimoine mondial de l'Unesco.

## La fosse

### Fonçage
En 1873, on ouvre un nouveau siège composé de deux puits jumeaux, au sud du puits Saint-Firmin, le 5 - 5 bis. Le puits no 5 dit Saint-Augustin est situé à 740 mètres au sud-est du clocher d'Auchel, et à 180 mètres au nord-ouest du chemin d'Houdain. Le creusement s'effectue par le système Kind-Chaudron. Le terrain ébouleux ayant causé l'effondrement du puits de la fosse no 2 a été traversé. Le puits no 5 bis est situé 36,40 mètres au sud-est du puits no 5.
L'orifice des puits nos 5 et 5 bis est situé à l'altitude de 91,75 ou 92 mètres,, le terrain houiller est atteint à la profondeur de 135 mètres. La fosse est prête lorsque le puits no 5 atteint 305 mètres. Le cuvelage du puits no 5 est en fonte de 29,20 mètres jusqu'à 117 mètres. Le puits a un diamètre utile de 3,65 mètres dans les collets du cuvelage, et de quatre mètres dans la maçonnerie. Ses accrochages sont établis à 210, 260 et 305 mètres. Le puits B, autre nom du 5 bis, est cuvelé depuis trente mètres jusqu'à la profondeur de 115 mètres. Sa profondeur est de 270 mètres.

### Exploitation
Ces deux puits entrent en exploitation en décembre 1876, et rencontrent les couches de Saint-Firmin. Ils fournissent, en 1877, 45 965 tonnes et, en 1878, 93 395 tonnes. Les terrains y sont très failleux. le grisou apparaît dans cette fosse en 1878, il n'y en avait encore jamais eu dans les mines de Marles.

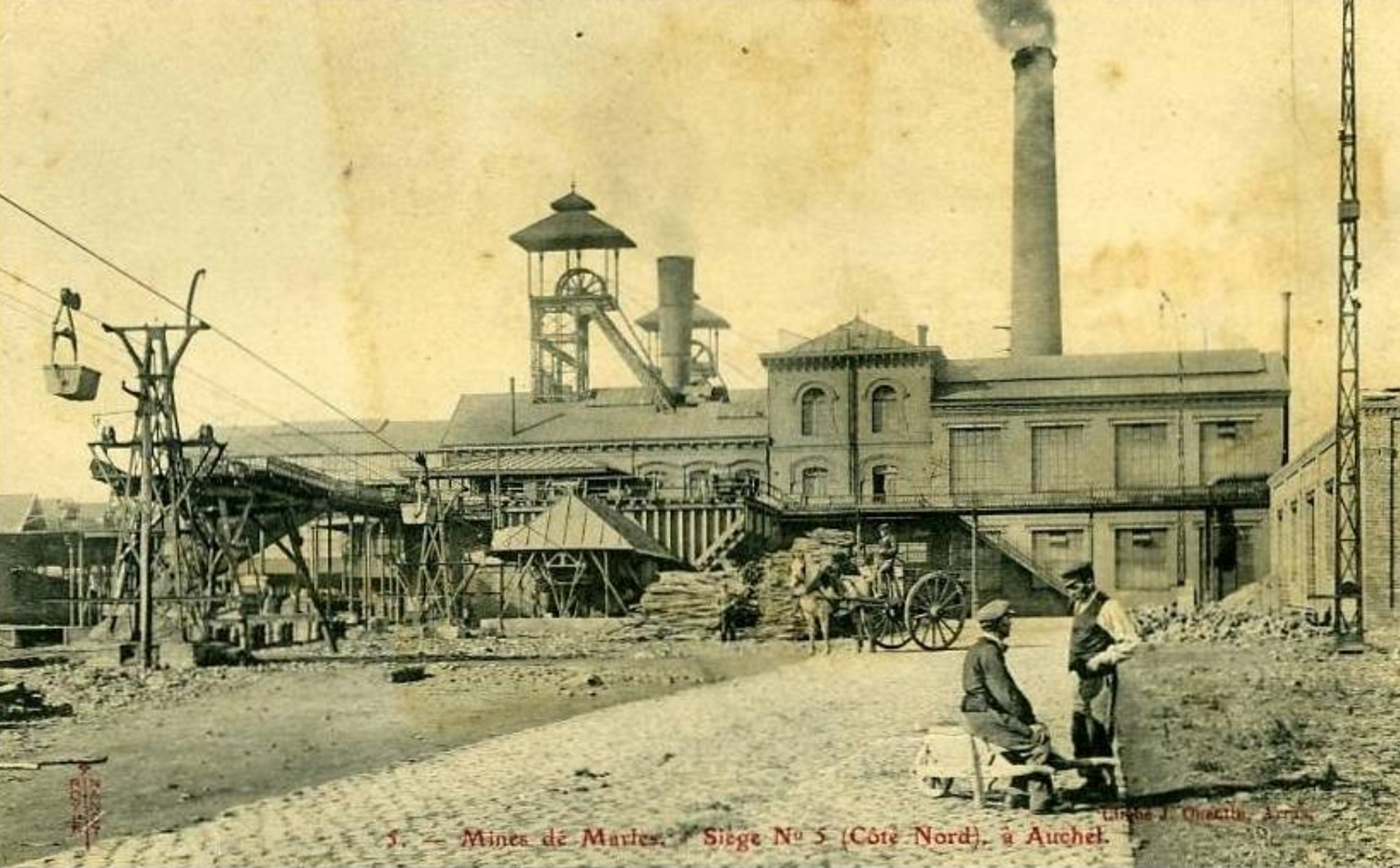
La fosse et son transporteur aérien.

Le puits no 5 ter est ajouté à partir de mai 1917, à 268 mètres à l'ouest-sud-ouest du puits no 5. Le puits no 5 bis est approfondi de 420 à 534 mètres, les travaux sont terminés en avril 1927. Le puits no 5 ter est approfondi à 315 mètres en 1930, 336,10 mètres en 1933, 416,70 mètres en 1934 et 458 mètres en 1935. Le puits no 5 ter est fonctionnel à partir de janvier 1936. Durant ses premières années, il assure le retour d'air des autres puits. Quelques années plus tard, les puits nos 5, 5 bis et 5 ter sont respectivement destinés à l'extraction, à l'aérage, et au service.
La Compagnie des mines de Marles est nationalisée en 1946, et intègre le Groupe d'Auchel. La fosse no 5 - 5 bis - 5 ter est concentrée sur la fosse no 2 bis - 2 ter en 1963, elle cesse alors l'extraction. Le puits no 5 ter est le seul à être utilisé, et il assure le retour d'air et le service pour la concentration. Trente mineurs remonte dans la cage le 17 juin 1964 à 22 h 15, mais un choc se produit, les barrières de sécurité s’ouvrent et cinq d'entre eux tombent au fond du puits.
Le puits no 5 bis, profond de 660 mètres, est remblayé en 1967, le puits no 5, profond de 670 mètres, l'est deux ans plus tard. Le puits no 5 ter cesse le service et le retour d'air en 1971, et ses 690 mètres sont remblayés la même année. Son chevalement est détruit cinq ans plus tard.

### Reconversion
Au début du XXIe siècle, Charbonnages de France matérialise les têtes des puits nos 5, 5 bis et 5 ter. Le BRGM y effectue des inspections chaque année. Hormis quelques pans de murs, il ne reste rien de la fosse.

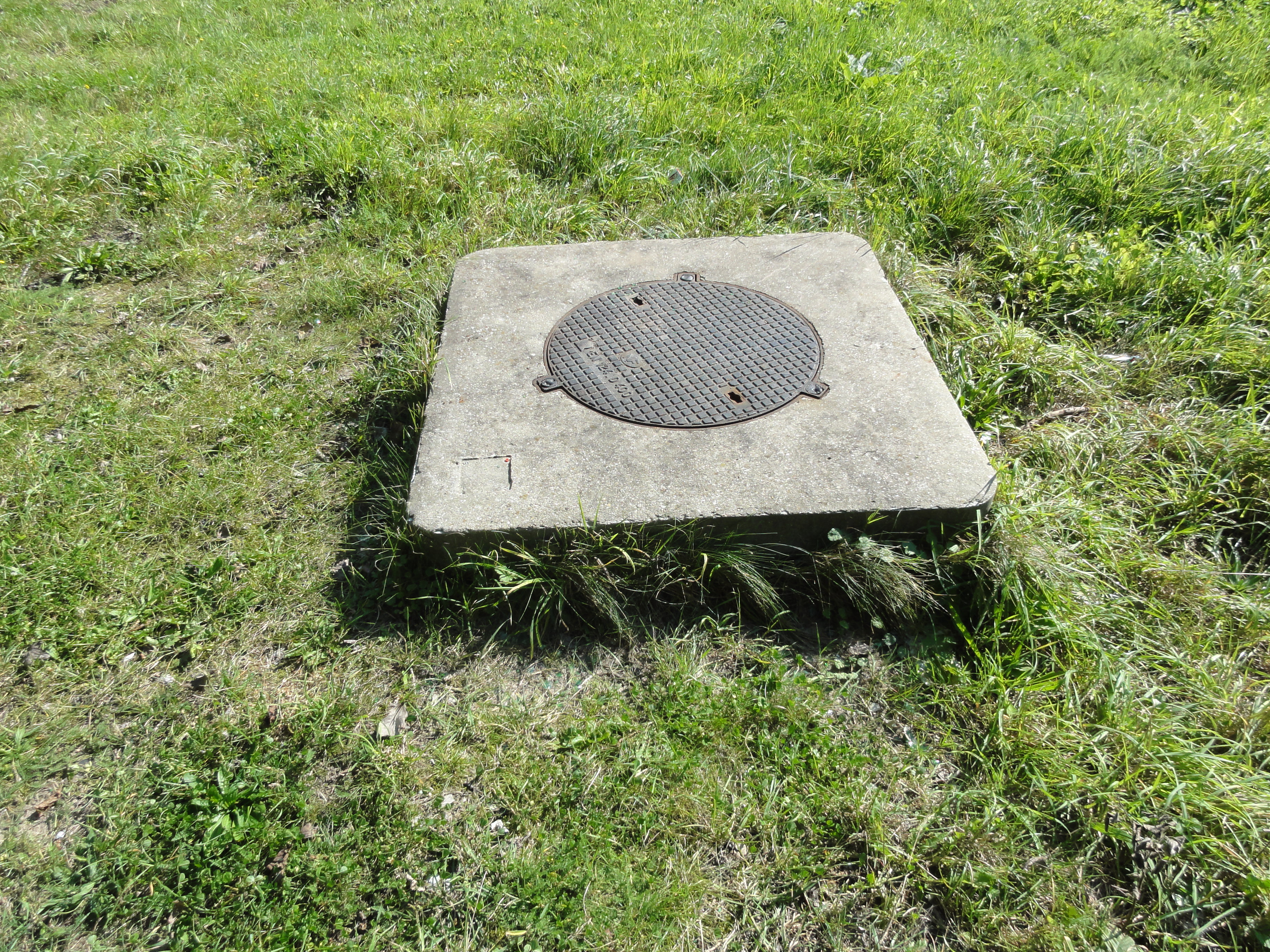
La tête de puits matérialisée no 5.
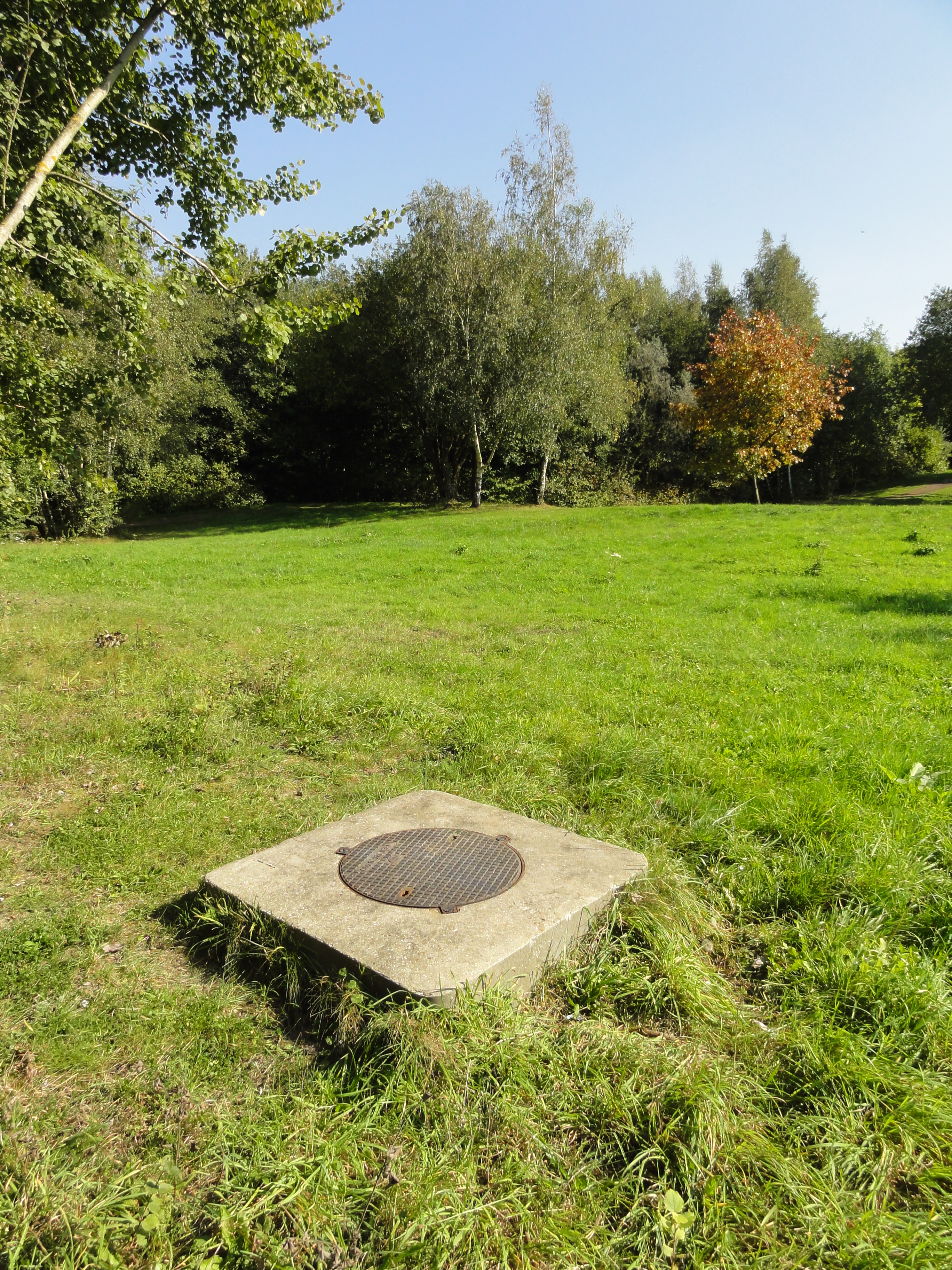
Le puits dans son environnement.
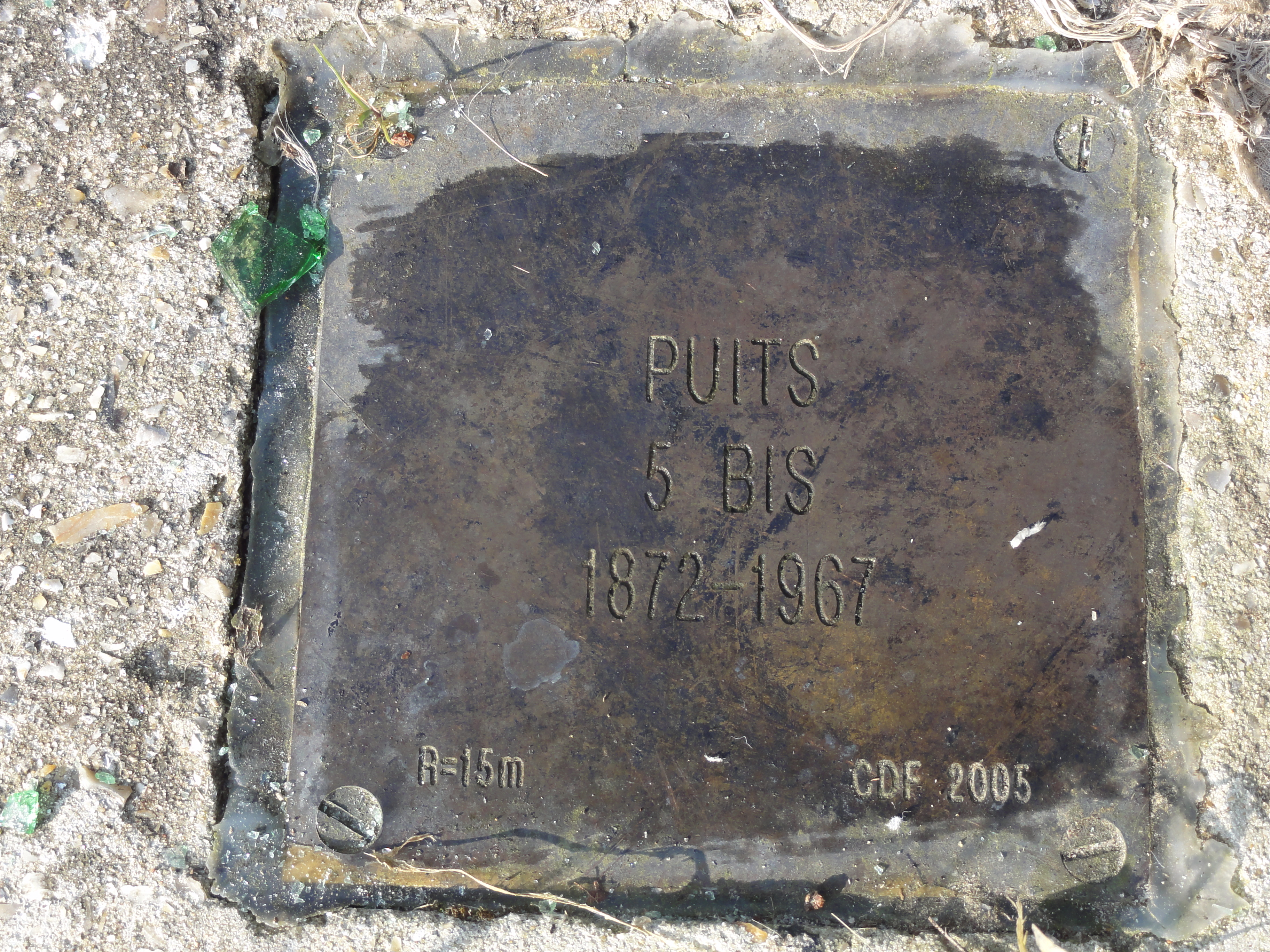
« Puits no 5 bis, 1872-1967 ».
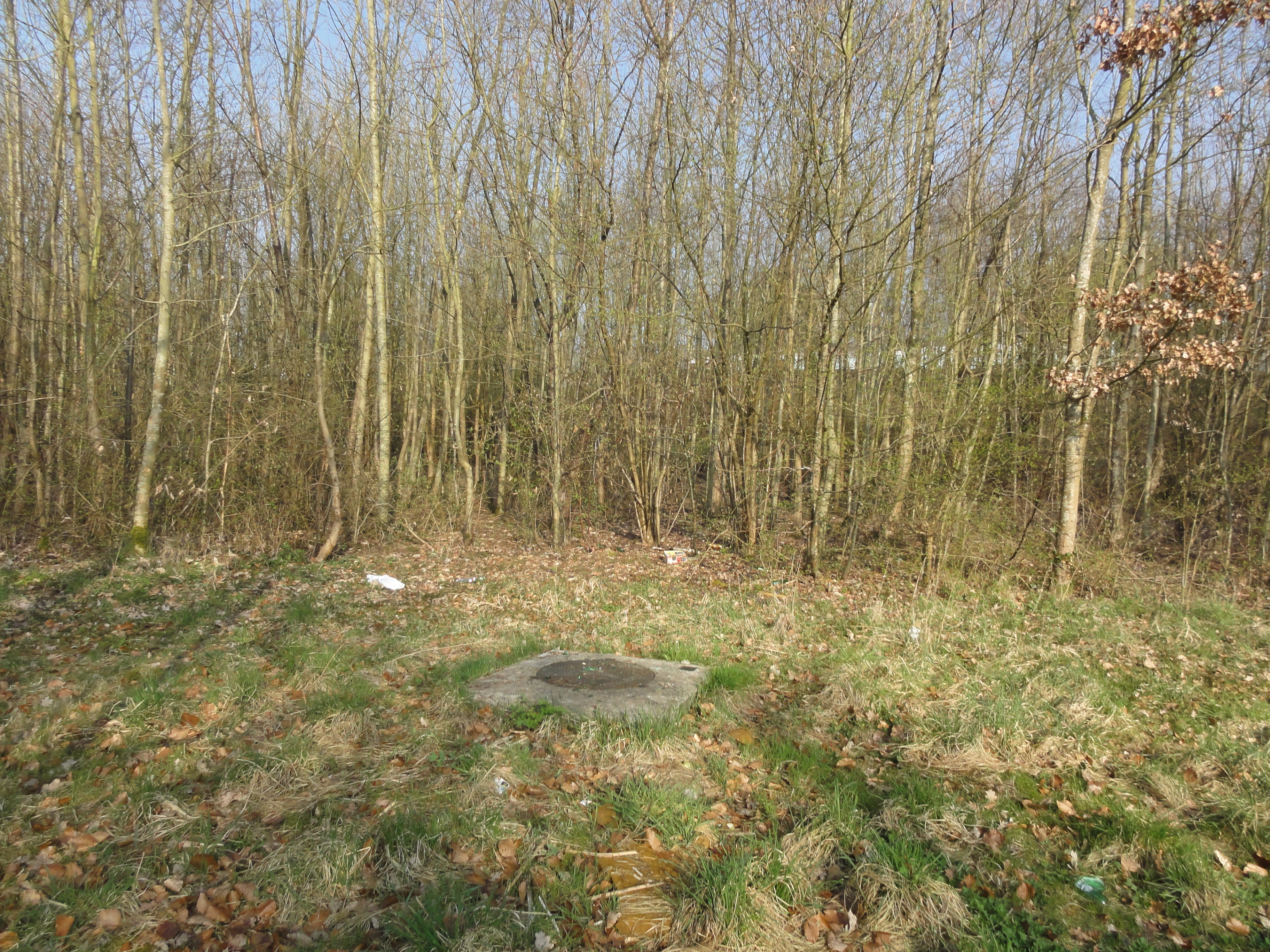
Le puits dans son environnement.
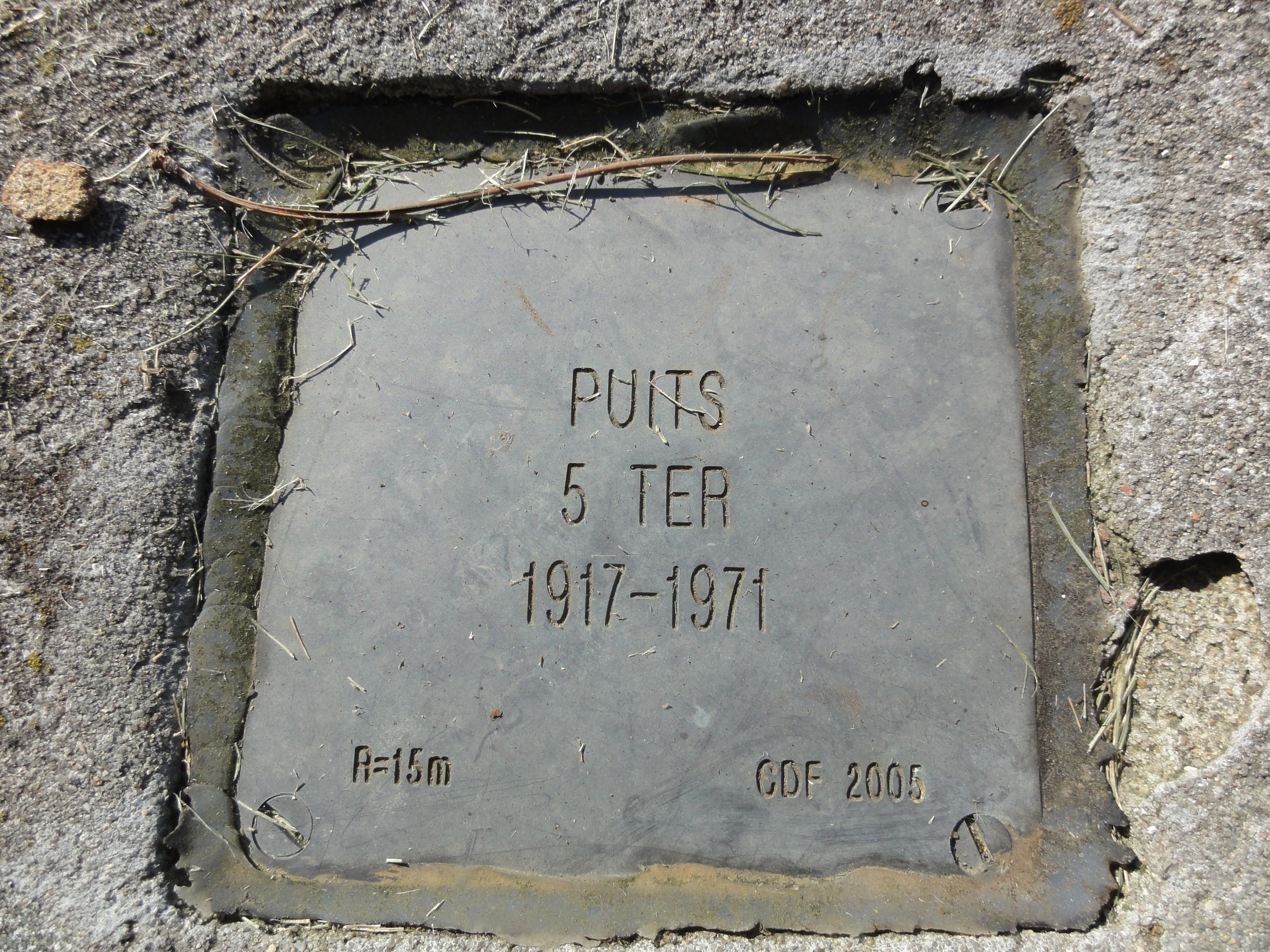
« Puits no 5 ter, 1917 - 1971 ».
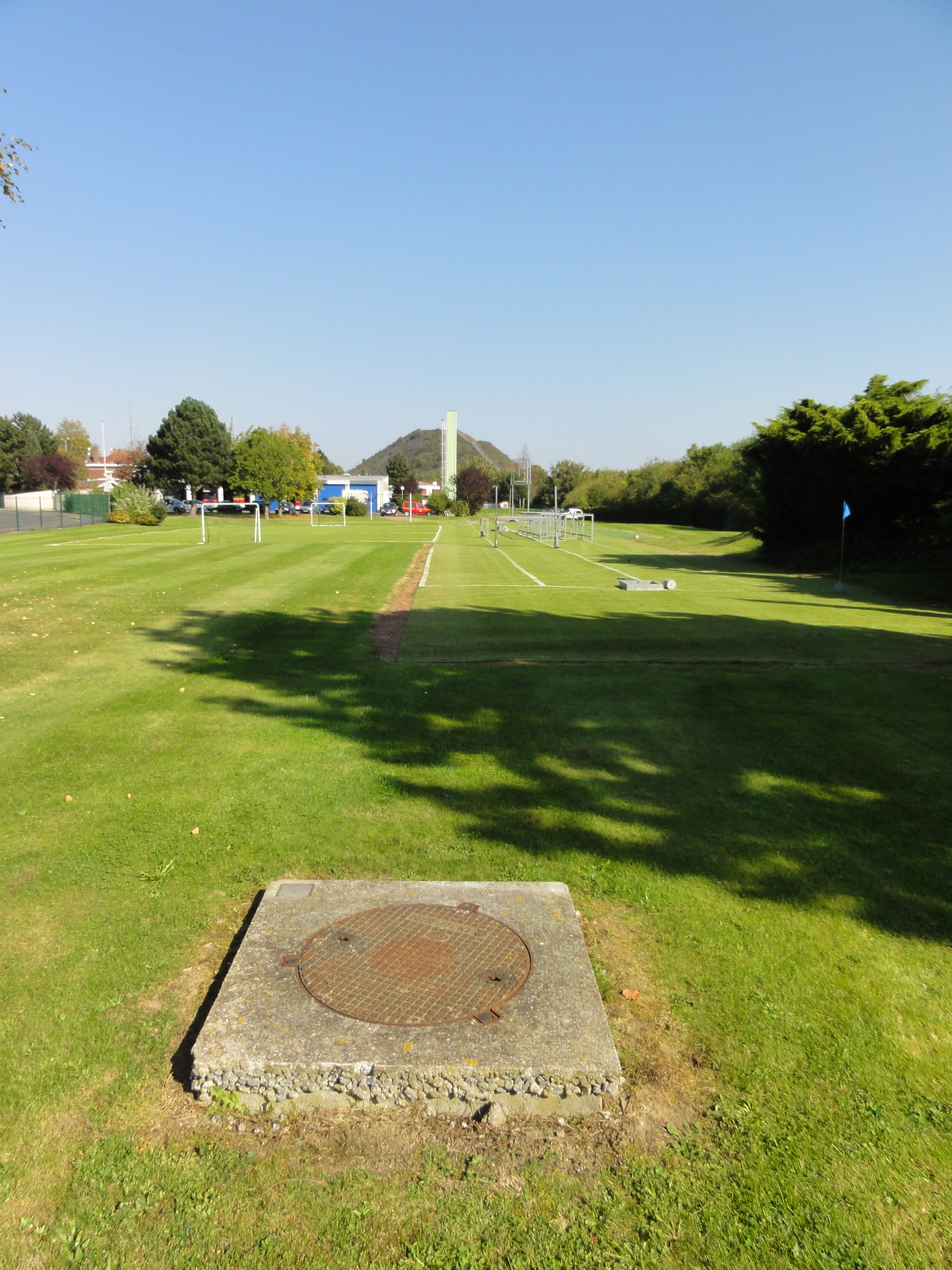
Le puits dans son environnement.

## Le terril
50° 30′ 16″ N, 2° 29′ 02″ E
Le terril no 14, 5 d'Auchel, situé à Auchel, est le terril conique de la fosse no 5 - 5 bis - 5 ter des mines de Marles. Il n'a pas été exploité et est situé sur un plateau, il est en conséquence visible de loin, d'autant plus qu'il est haut de 103 mètres. Le terril no 14 fait partie des 353 éléments répartis sur 109 sites qui ont été classés le 30 juin 2012 au patrimoine mondial de l'Unesco. Il constitue le site no 102.

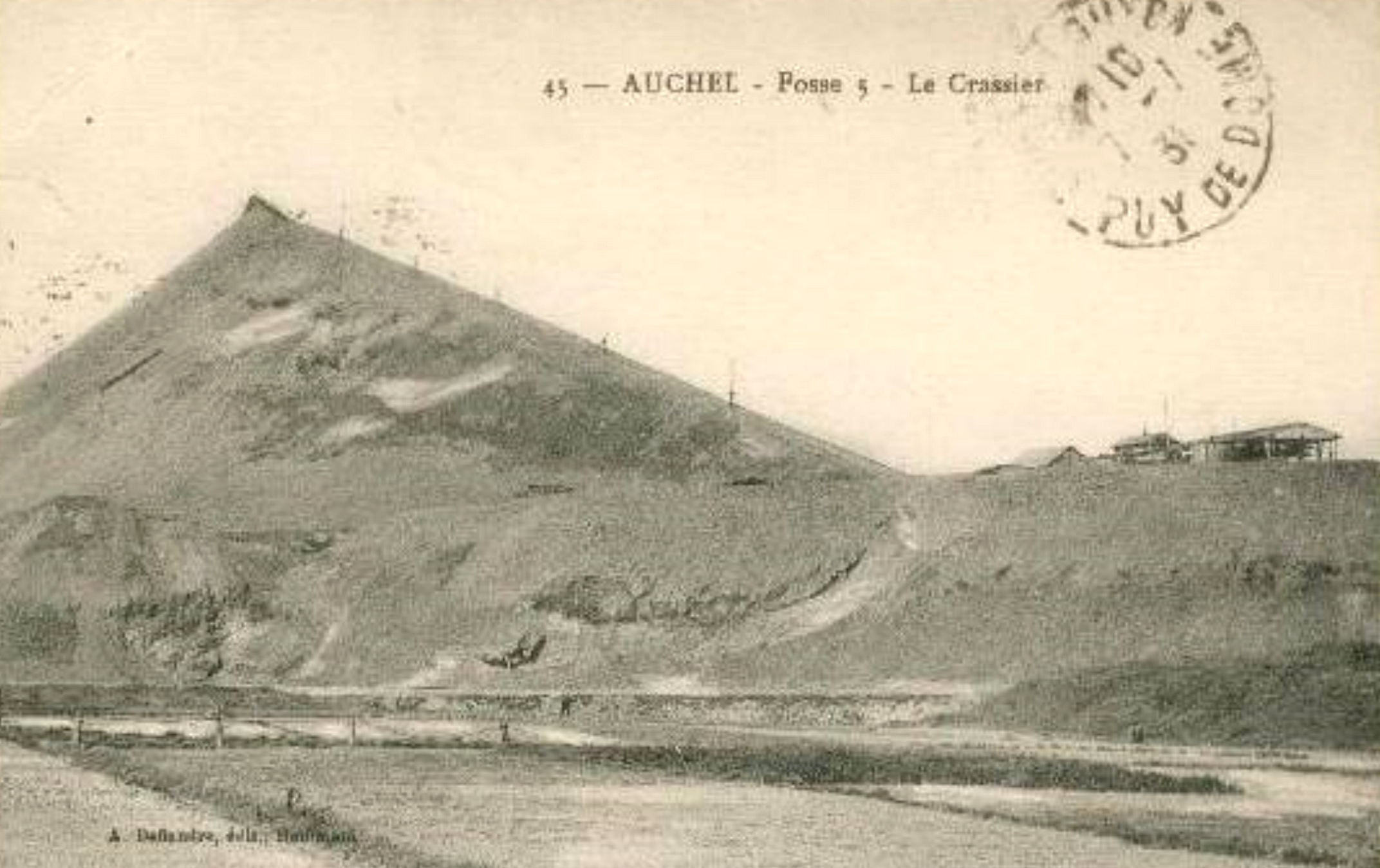
Le terril no 14.
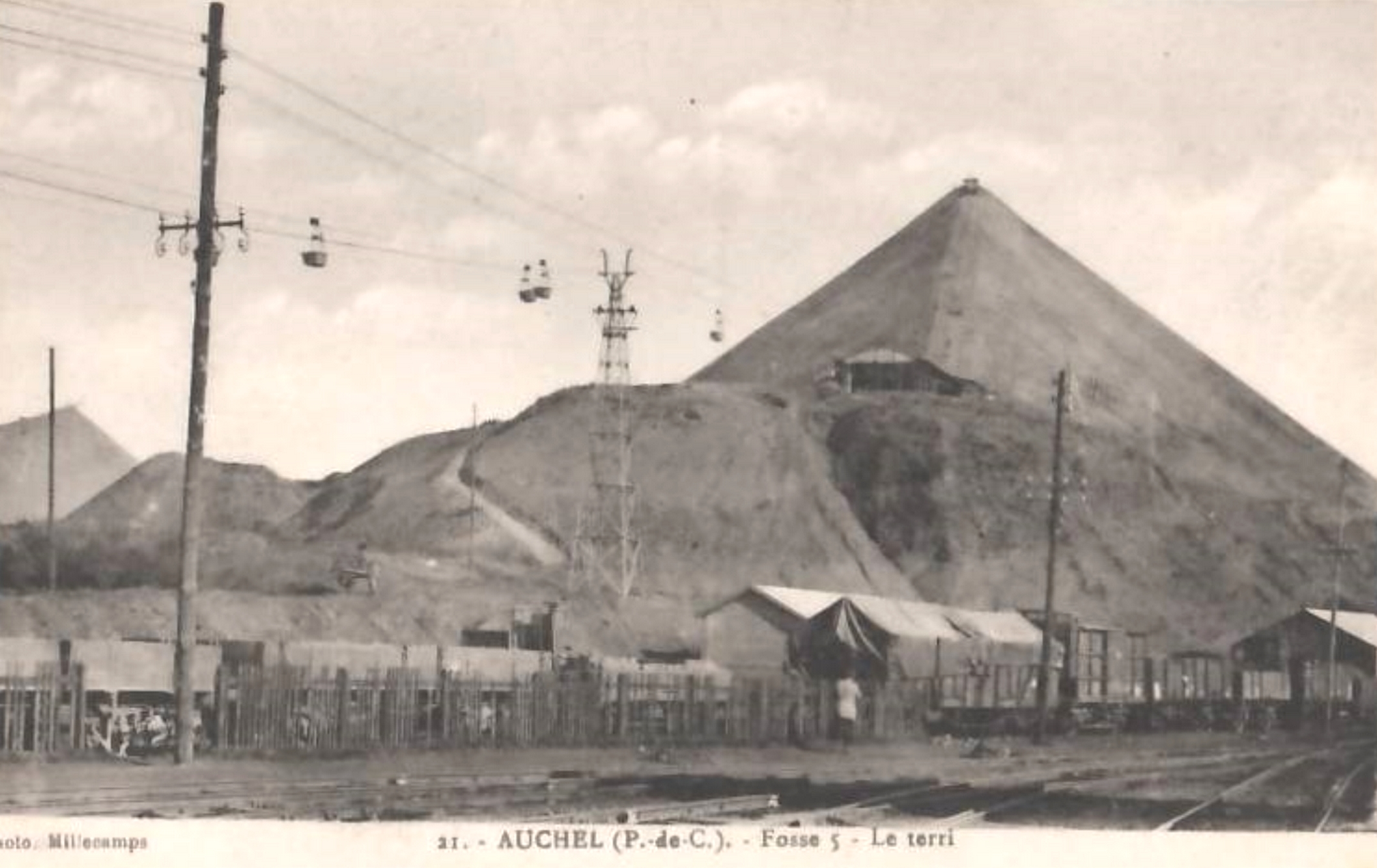
Le terril no 14 et son téléphérique.
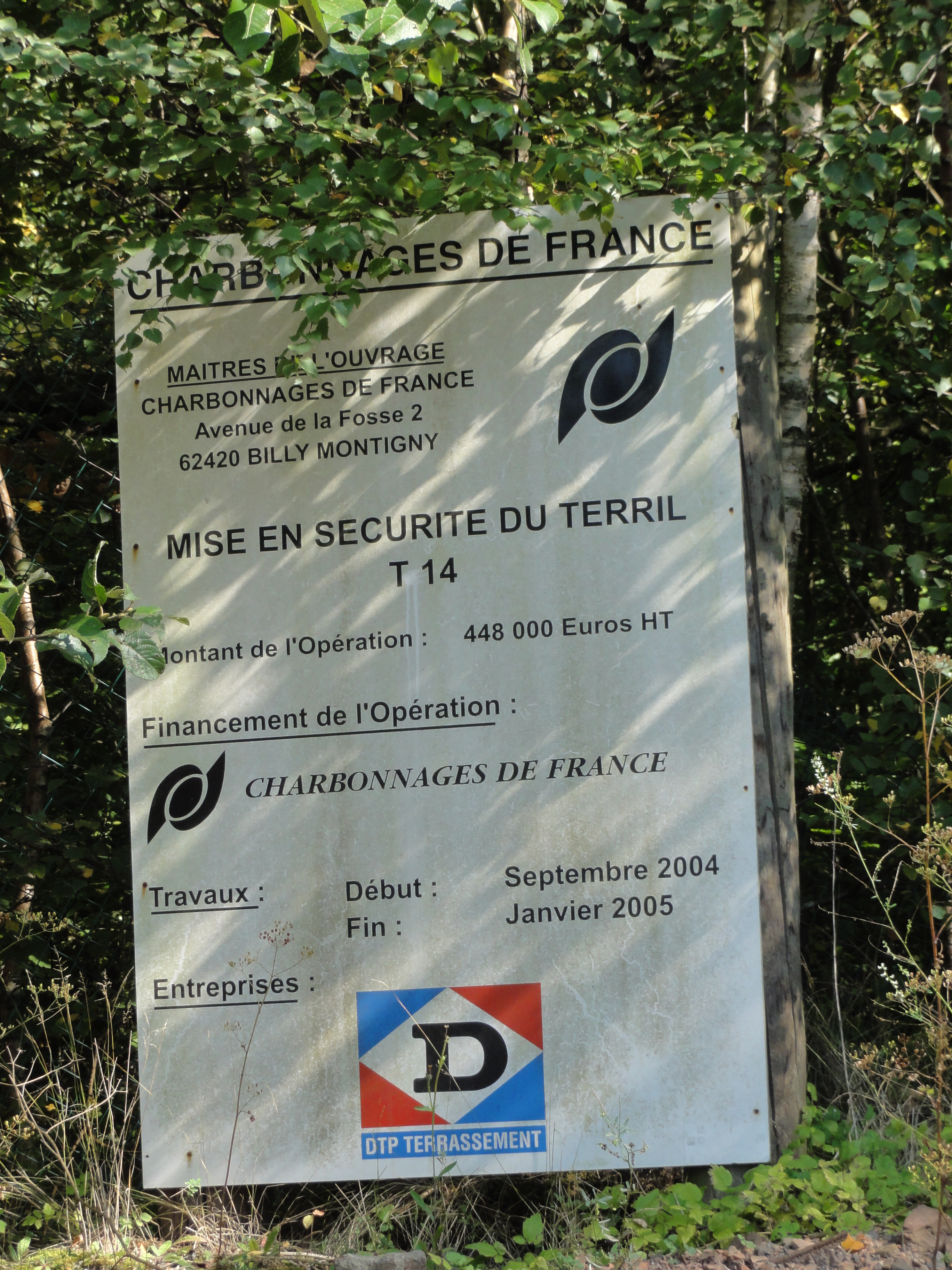
Mise en sécurité pour 448 000 € HT
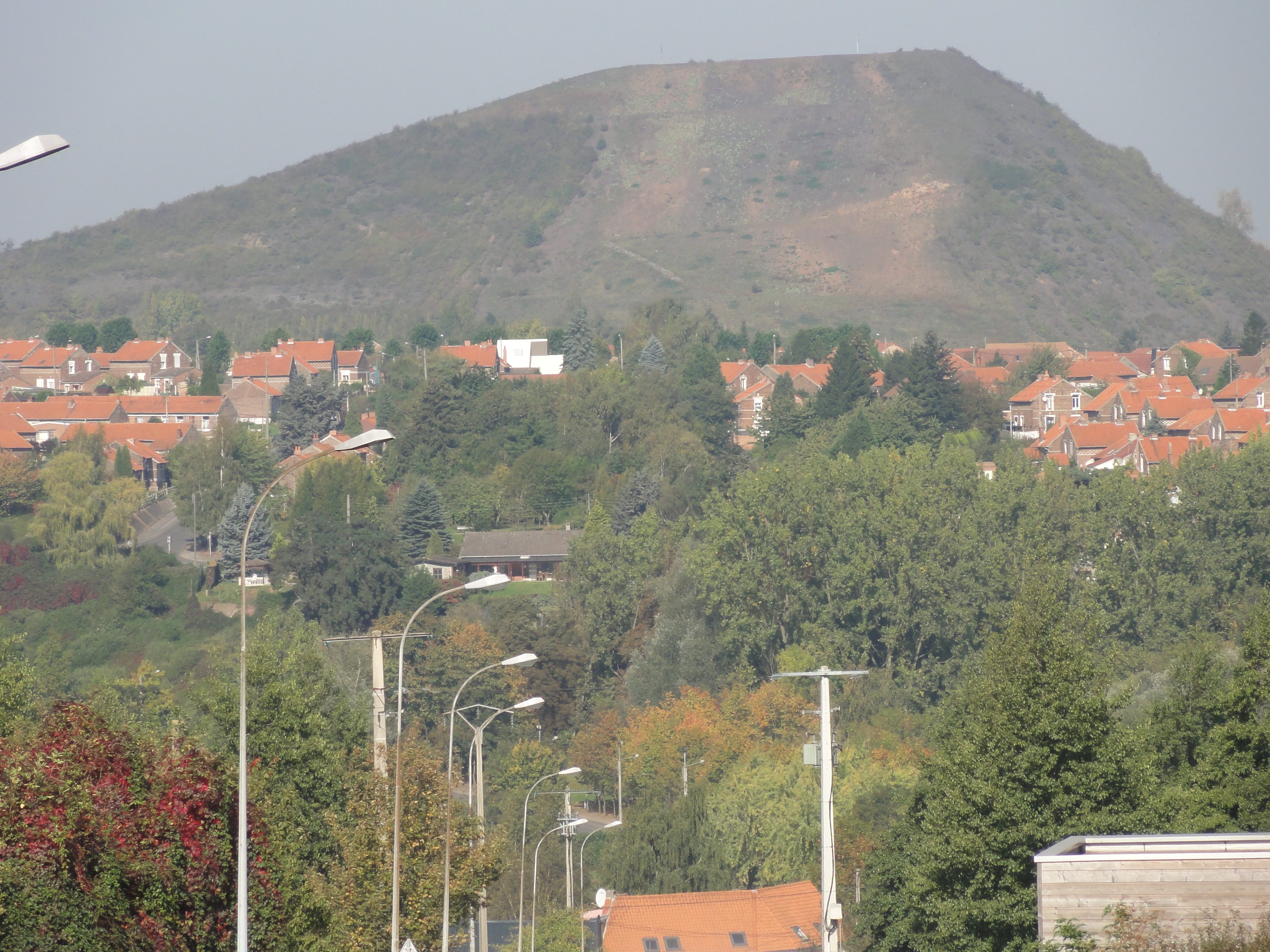
Le terril no 14 vu des anciennes cités de la fosse n° 6 bis - 6 ter.
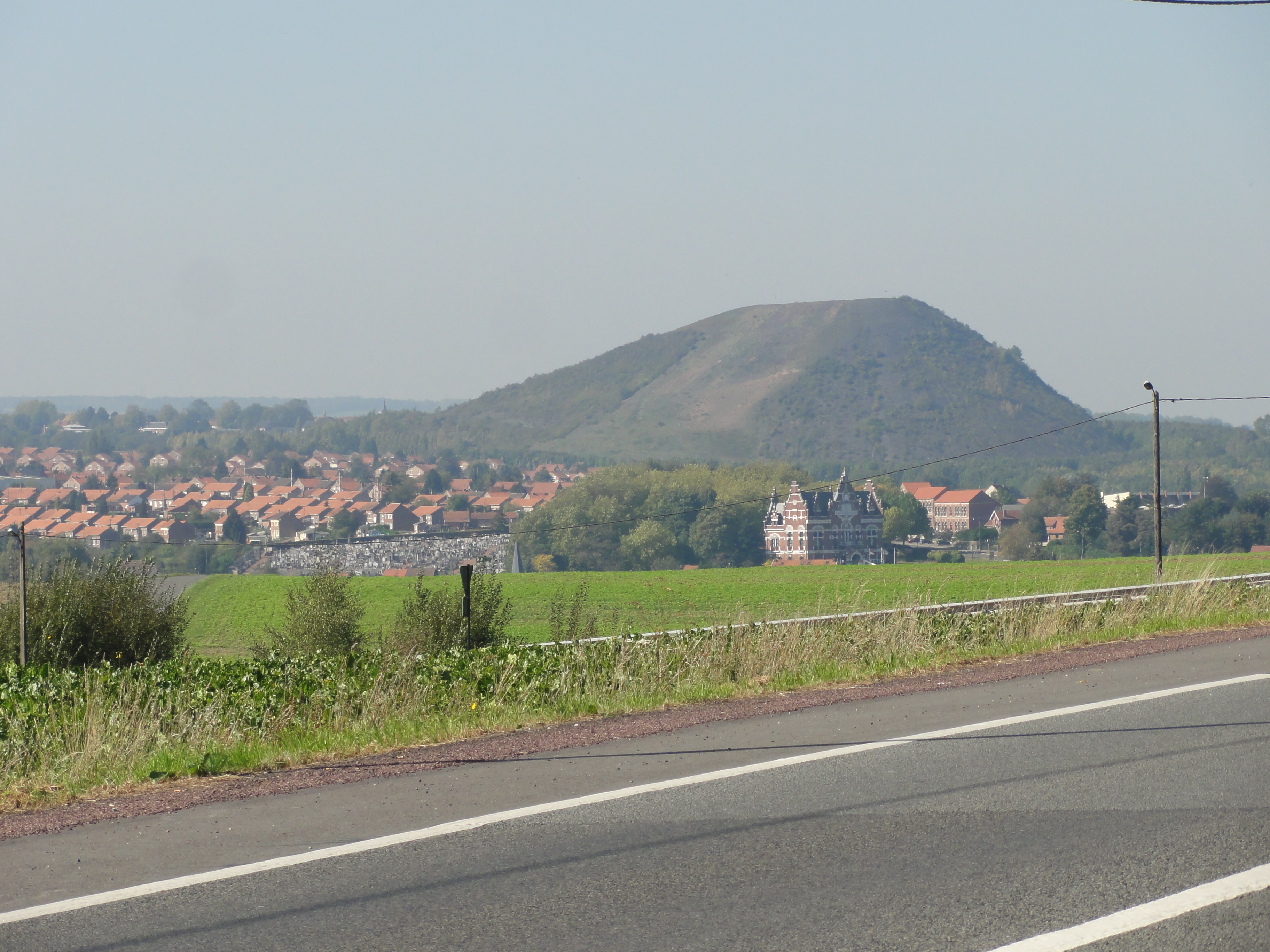
Le terril no 14.
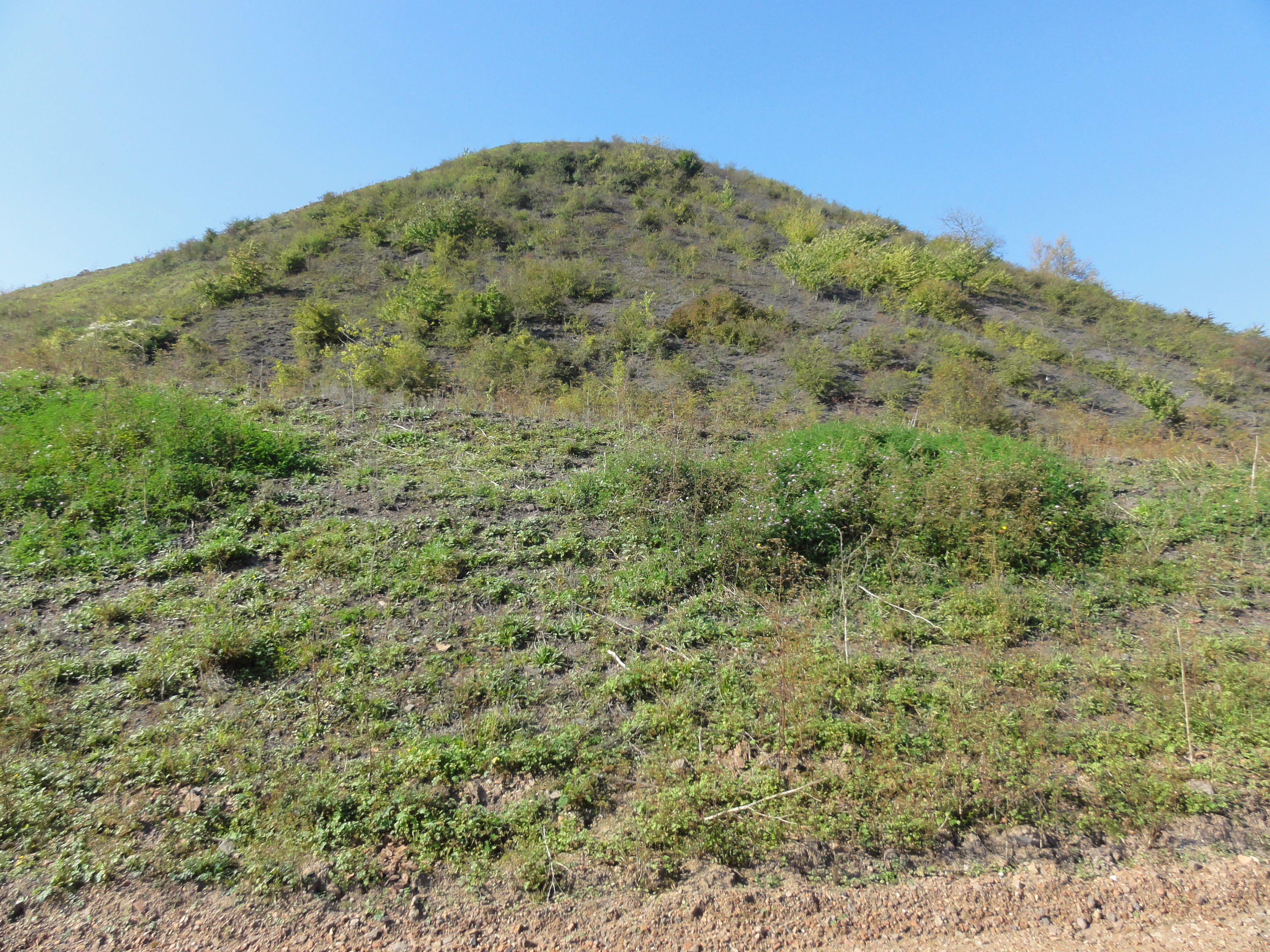
Le terril no 14 vu depuis sa base.

## Les cités
Des cités ont été construites à proximité de la fosse no 5 - 5 bis - 5 ter. La goutte de lait est inscrite aux monuments historiques par le décret du 18 décembre 2009. Elle fait partie des 353 éléments répartis sur 109 sites qui ont été classés le 30 juin 2012 au patrimoine mondial de l'Unesco. Elle constitue le site no 103.

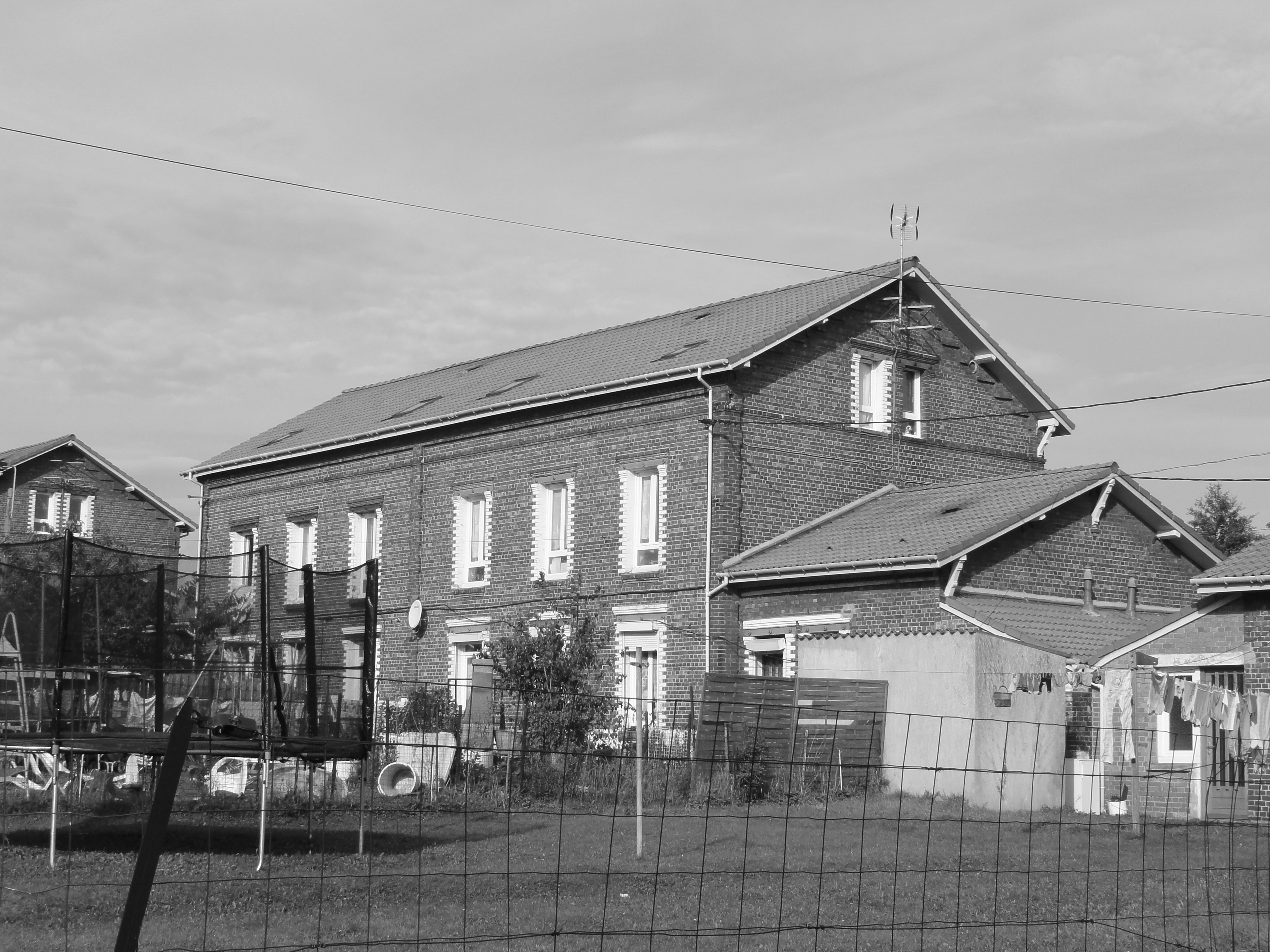
Habitations groupées par quatre.
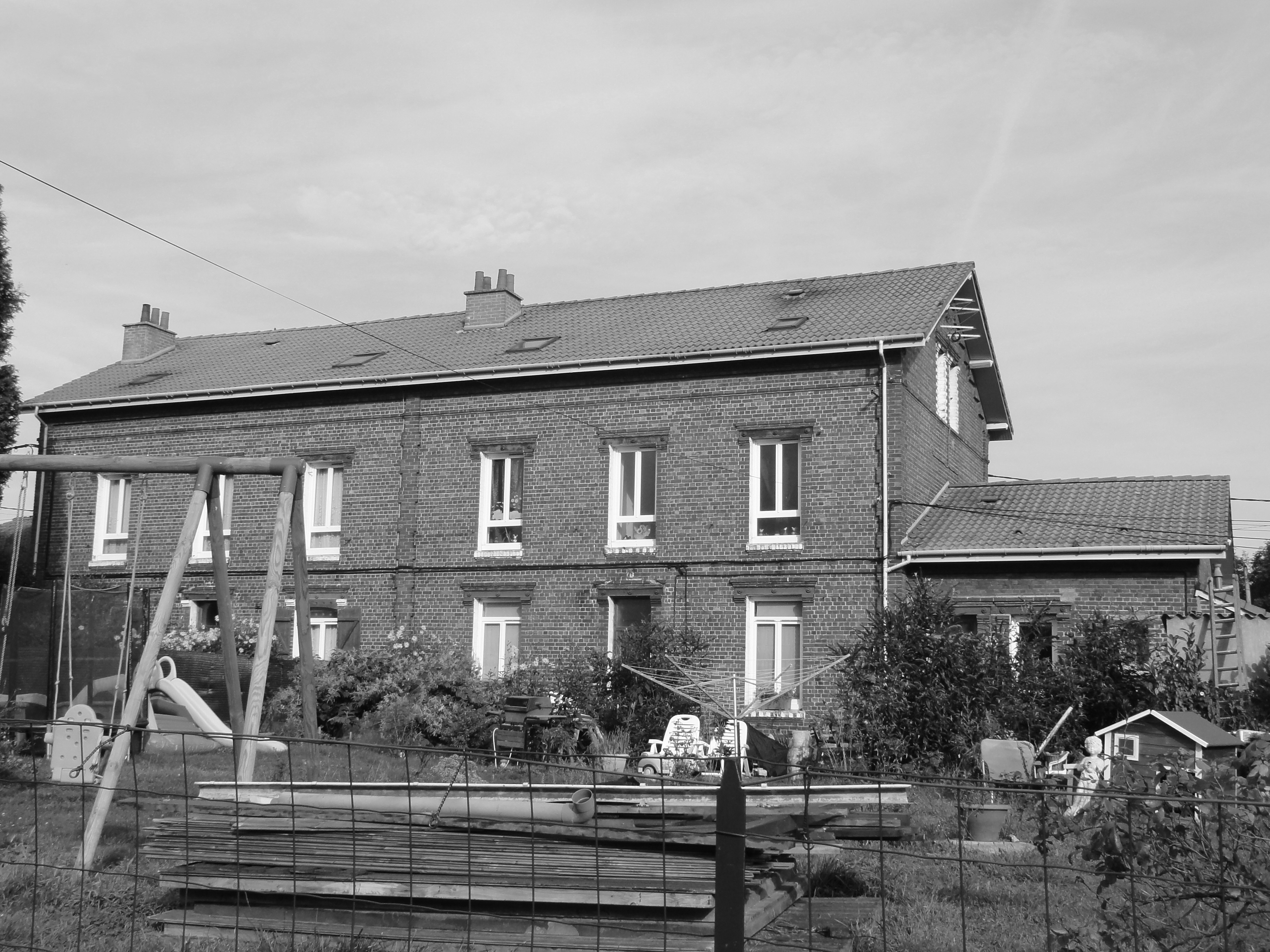
Habitations groupées par quatre.
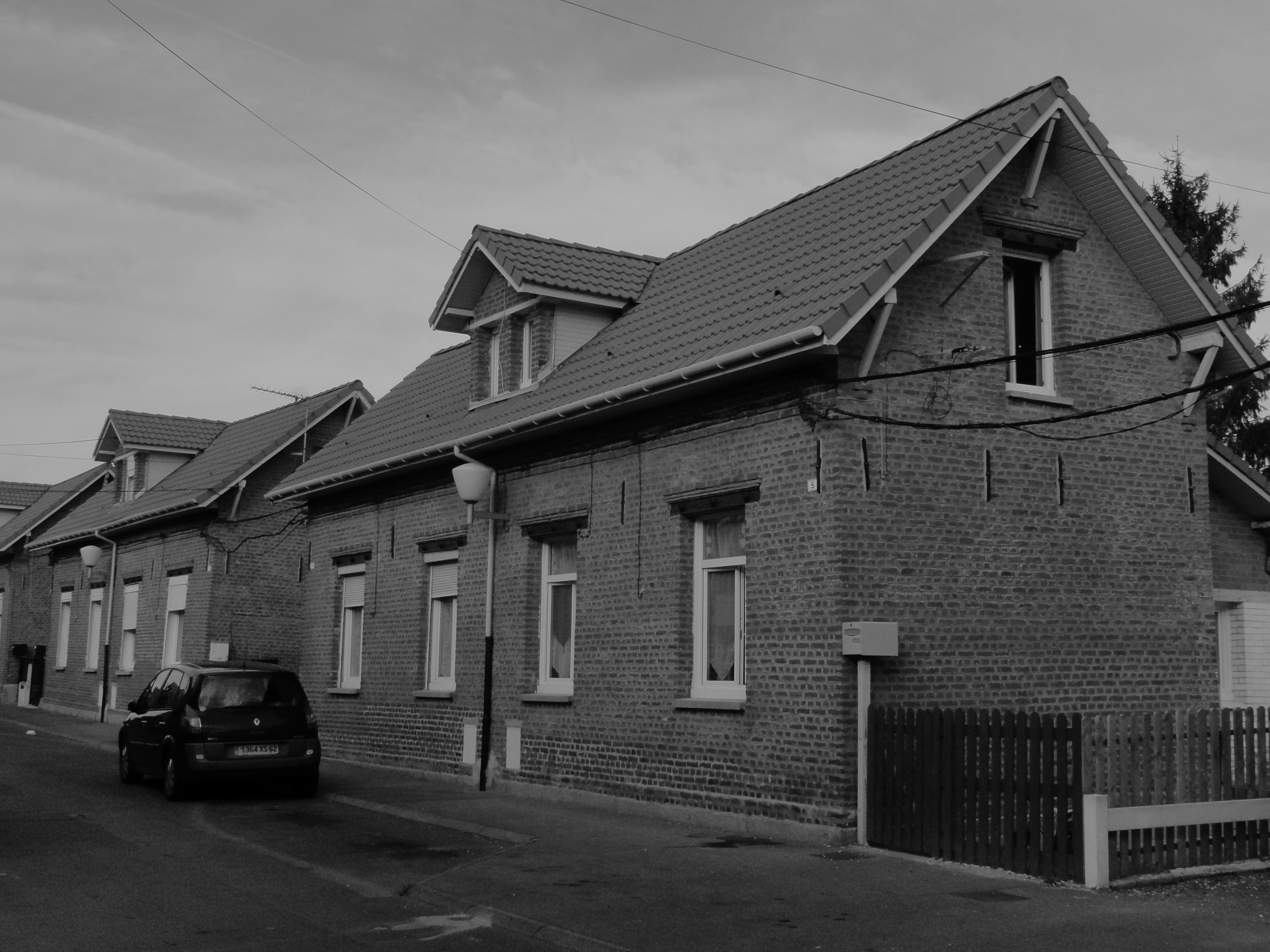
Habitations groupées par deux.
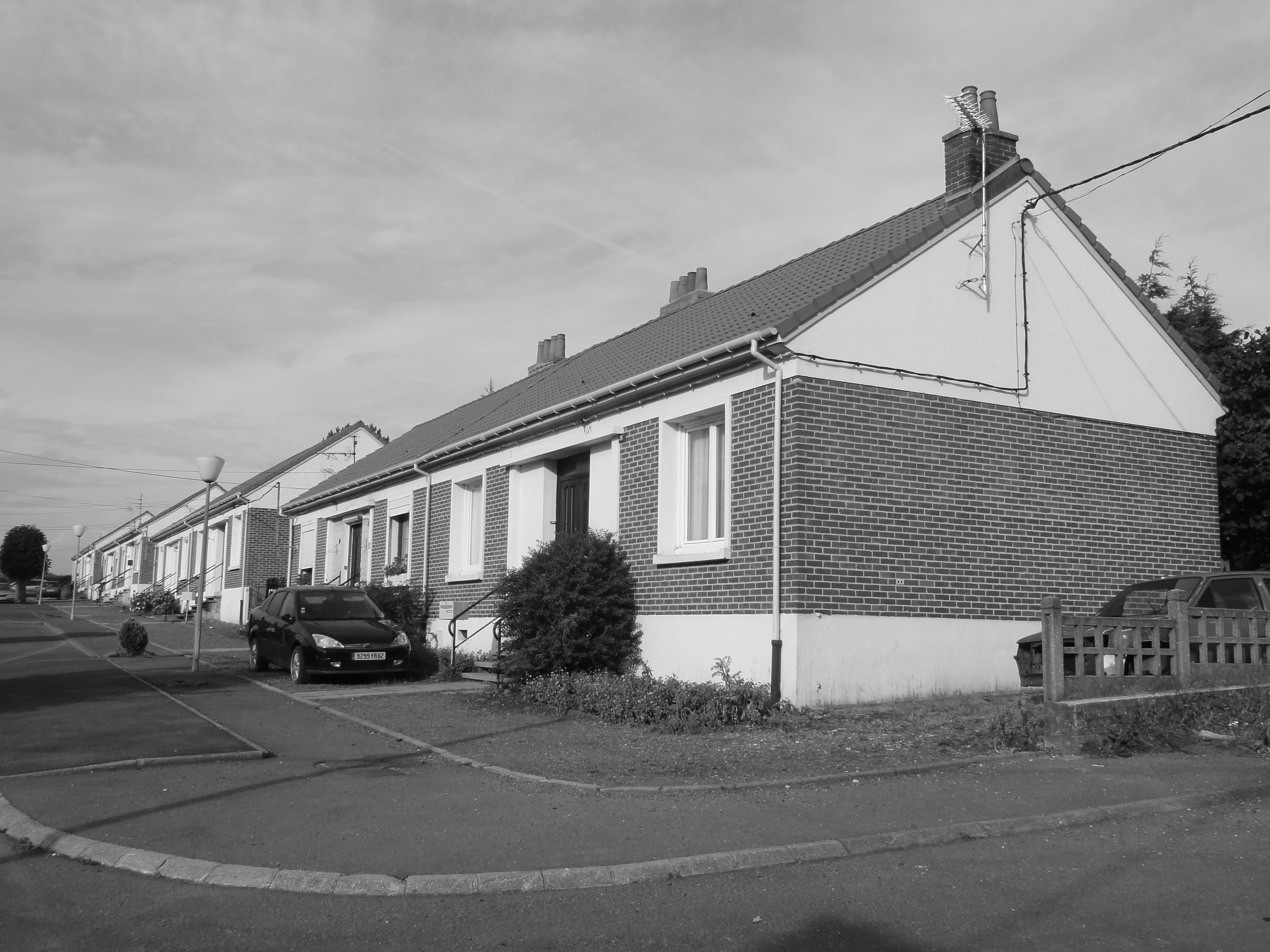
Habitations groupées par deux.
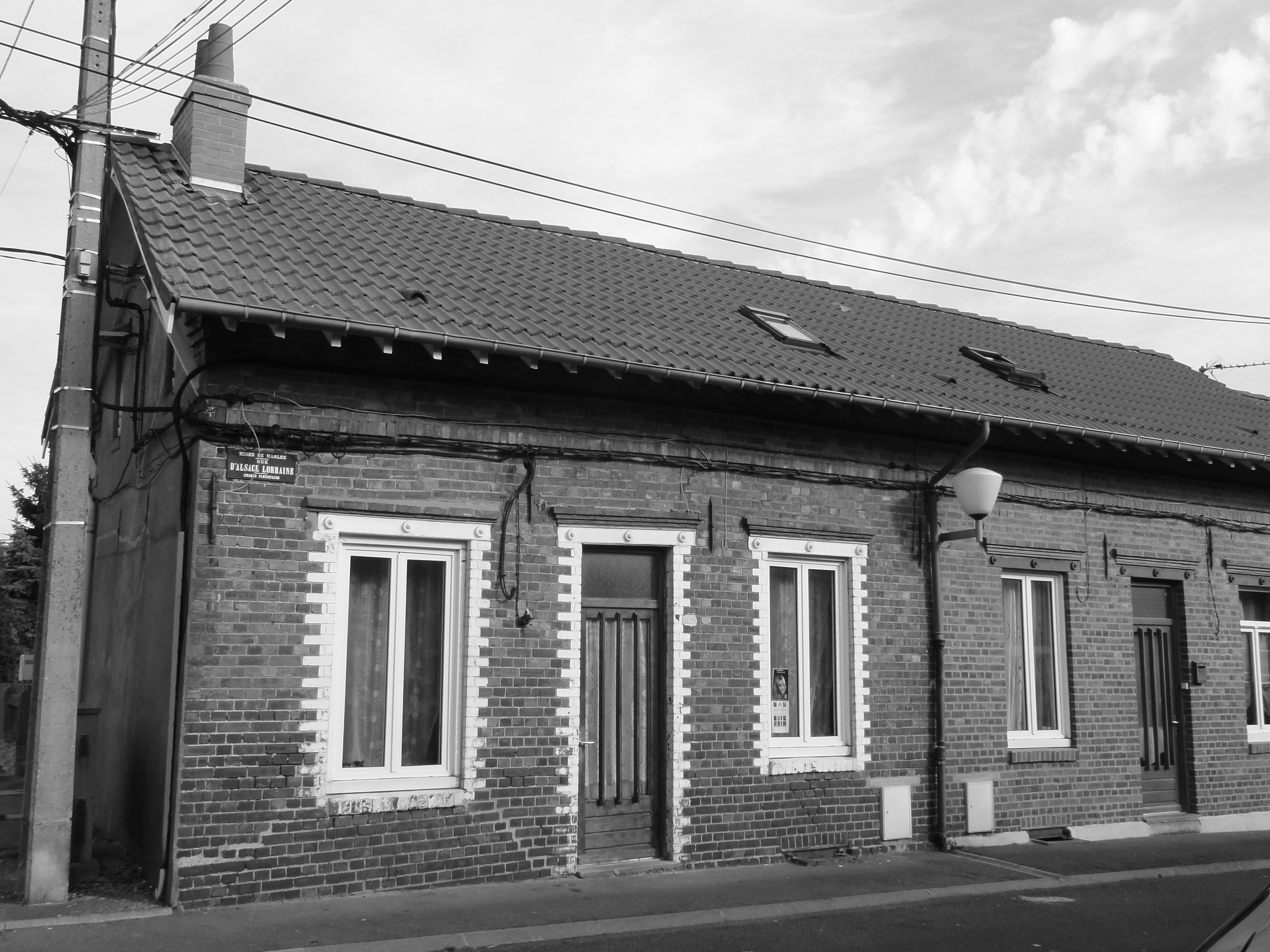
Habitations groupées par deux.
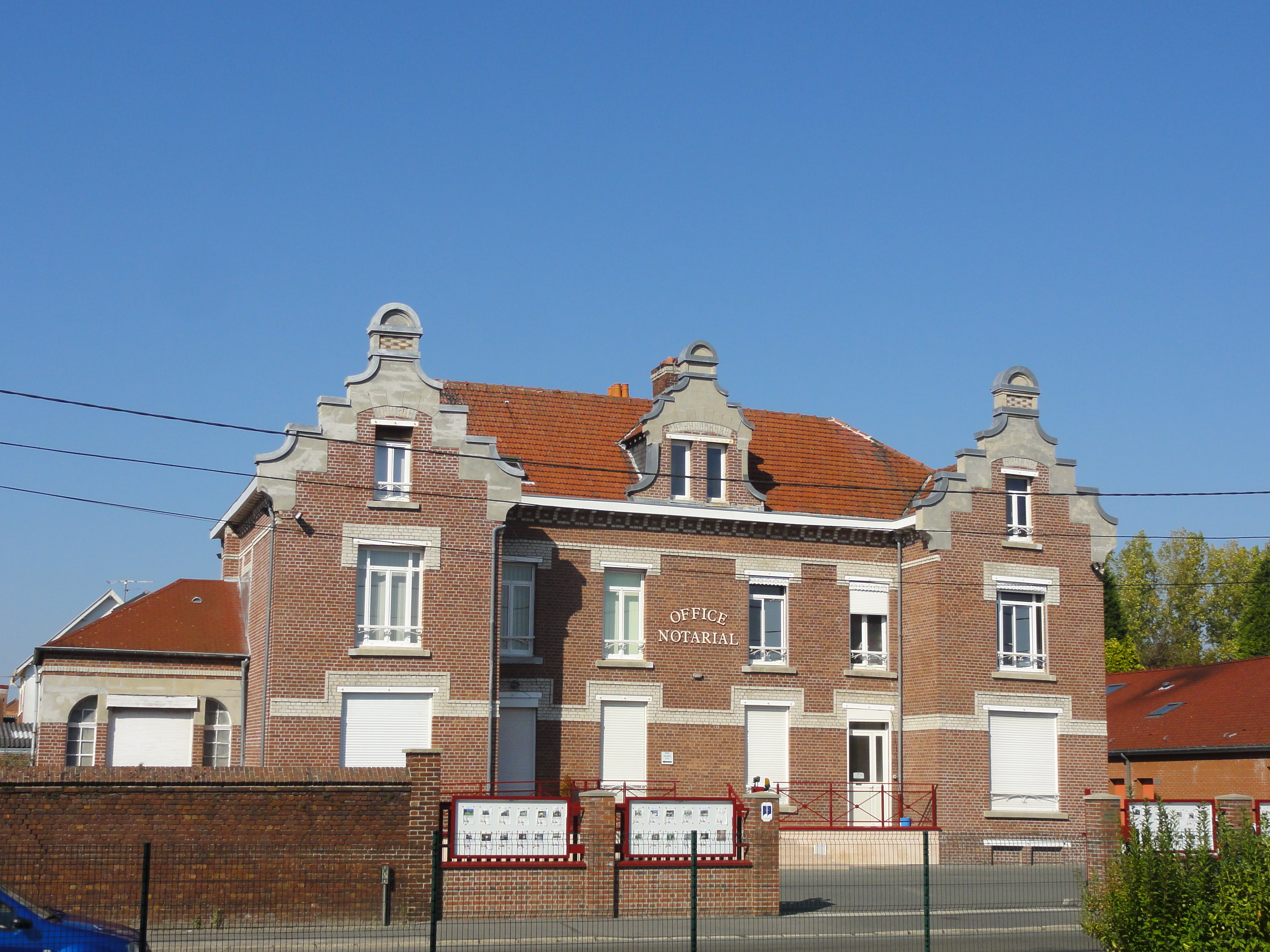
Habitations d'ingénieurs.